# Oguri Shun
Oguri Shun (小栗 旬 (Tiểu Lật Tuần) sinh ngày 26 tháng 12 năm 1982 tại Kodaira, Tokyo) là một nam diễn viên nổi tiếng người Nhật Bản.

## Sự nghiệp
Có cha là đạo diễn kịch Oguri Tetsuya và anh trai là diễn viên Oguri Ryo, Oguri Shun bắt đầu nghiệp diễn khá sớm vào năm 12 tuổi.
Oguri Shun lần đầu xuất hiện trên truyền hình trong bộ phim Hachidai Shogun Yoshimune (1995) khi mới 13 tuổi. Khoảng 16 tuổi, anh gây chú ý với vai diễn cậu thiếu niên hay bị bắt nạt và hành hạ Yoshikawa Noboru trong bộ phim truyền hình Great Teacher Onizuka năm 1998. Từ đó, Shun bắt đầu đóng những vai lớn hơn. Năm 2000, Shun thủ vai cậu thiếu niên khiếm thính trong Summer Snow. Hai năm sau đó, Shun tham gia bộ phim nổi tiếng Gokusen với vai kẻ bắt nạt - chứ không phải kẻ bị bắt nạt như anh đã từng đóng trong Great Teacher Onizuka. Ba năm sau, vai Hanazawa Rui trong Hana Yori Dango (2005) đã mang tên tuổi Shun nổi tiếng khắp châu Á.Năm 2006 Shun thủ vai Kudo Shinichi trong Detective Conan live action part.1 và part.2 Năm 2007, Shun thậm chí còn gây chú ý hơn khi thủ vai chính Sano Izumi trong drama Hanazakari no Kimitachie. Năm 2008, anh tiếp tục đảm nhận vai chính là cậu sinh viên nghèo Koyami Kazumi trong Binbō Danshi. Anh cũng đảm nhận vai chính thanh tra cảnh sát Takakura Sou trong Tokyo Dogs.
Năm 2010, Shun tái hợp với bạn diễn Inoue Mao (thủ vai Makino Tsukushi trong Hana Yori Dango) trong bộ phim Juui Dolitle
Ngày 7 tháng 5 năm 2011, bộ phim về cứu hộ vùng núi Gaku: Minna no Yama do Shun đóng vai chính Shimazaki Sanpo ra rạp và sau chỉ 1 tuần công chiếu, bộ phim nằm trong top 20 phim ăn khách nhất với doanh thu gần 9 triệu USD.
Ngày 5 tháng 5 năm 2012, bộ phim Uchuu Kyoudai do Shun và Okada Masaki đóng chính đã được công chiếu. Sau 9 ngày công chiếu, bộ phim đạt doanh thu hơn 9.5 triệu USD. Tại Liên hoan Phim Viễn tưởng Quốc tế Puchon lần thứ 16, Uchuu Kyoudai đã giành các giải Phim hay nhất liên hoan phim Puchon và Phim được khán giả yêu thích nhất. Đây là phim Nhật Bản đầu tiên giành giải Phim hay nhất liên hoan phim Puchon trong liên hoan phim này.
Cũng trong năm này, Oguri Shun là người dẫn truyện và hướng dẫn viên cho một bộ phim tài liệu của đài TBS & WOWOW về các vận động viên được gọi là 'Densetsu no Intai Special' -「伝説の引退スペシャル ～世界のトップアスリート、引き際� �真実～」'(Sự rút lui của những cầu thủ huyền thoại). Trước đó, vào tháng 3 năm 2008, anh làm người dẫn truyện trong 1 bộ phim tài liệu của đài NTV梅里雪山 17人の友を探して - nội dung là xây dựng lại một câu chuyện về tai nạn leo núi vào năm 1991 đã cướp đi sinh mạng của 17 người.
Bên cạnh việc đóng phim và lồng tiếng, Shun còn là một đạo diễn chính thức. Bộ phim đầu tay Surely Someday của anh trình làng màn ảnh rộng Nhật Bản vào ngày 17 tháng 7 năm 2010. Shun đã mời rất nhiều diễn viên là bạn thân của anh góp mặt trong bộ phim đầu tay của mình như Koide Keisuke, Inoue Mao, Ueto Aya... Bản thân Shun cũng đóng một vai nhỏ trong phim.
Ngoài ra, từ năm 2007, Shun còn là MC của chương trình radio All Night Nippon. Thính giả của anh đặt cho anh biệt danh Shunkerbelle. Chương trình này đã kết thúc vào cuối tháng 3 năm 2009.
Một điều có lẽ bất cứ ai là fan của Shun cũng biết - anh mắc chứng lõm ngực bẩm sinh (Pectus Excavatum). Tuy nhiên, cho đến bây giờ Shun vẫn khỏe mạnh và sinh hoạt bình thường.
Ngày 14 tháng 3 năm 2012, anh kết hôn với người mẫu, diễn viên Yamada Yu - bạn diễn trong drama Binbo Danshi và có 4 người con lần lượt sinh năm 2014, 2016, 2020 và người con út sinh năm 2022.

### Phim truyền hình
- 6 COLORs (radio drama, 2012)
- Rich Man Poor Woman, vai Hyuga Toru (Fuji TV, 2012)
- Bá Vương Học đường Crow zero 2 Arakawa Under the Bridge, vai Trưởng làng Kappa (TBS, 2011)
- Jūi Dolittle, vai Tottori Kenichi (TBS, 2010)
- Wagaya no Rekishi, vai Ken Takakura (Fuji TV, 2010)
- Tokyo DOGS, vai Takakura So (Fuji TV, 2009)
- Smile, vai Hayashi Seiji (TBS, 2009)
- Tenchijin, vai Ishida Mitsunari (NHK, 2009)
- Hanazakari no Kimitachi e, vai Sano Izumi (Fuji TV, 2008)
- Yume wo Kanaeru Zo, vai Nogami Kohei (YTV, 2008)
- Binbo Danshi, vai Koyama Kazumi (NTV, 2008)
- Detective Conan 2, vai Kudo Shinichi (NTV, 2007)
- Hanazakari no Kimitachi e vai Sano Izumi (Fuji TV, 2007)
- Bá Vương Học Đường (crow zero) 1 Hana Yori Dango 2]], vai Hanazawa Rui (TBS, 2007)
- Detective Conan 1, vai Kudo Shinichi (YTV, 2006)
- Densha Otoko Deluxe, vai Minamoto Munetaka (Fuji TV, 2006)
- Yuuki vai Hama (NTV, 2006)
- El Poporazzi ga Yuku!! (NHK, 2006)
- Hana Yori Dango, vai Hanazawa Rui (TBS, 2005)
- 24 no Hitomi (NTV 2005)
- Densha Otoko, vai Minamoto Munetaka (Fuji TV, 2005)
- Koto, vai Mizuki Shinichi (TV Asahi, 2005)
- Yoshitsune, vai Kajiwara Kagesue (NHK, 2005)
- Aikurushii, vai Yaguchi Junichi (TBS, 2005)
- Kyumei Byoto 24 Ji 3, vai Kono Kazuya (Fuji TV, 2005)
- Taika no Kaishin, vai Nakano Oenomiko (NHK, 2005)
- Division 1 Hungry Kid (Fuji TV, 2004)
- Honto ni Atta Kowai Hanashi Yomi no Mori (Fuji TV, 2004, SP)
- Fire Boys, vai Yazawa Ken (Fuji TV, 2004, ep 4) * Stand Up!! vai Enami Koji (TBS, 2003)
- Gokusen SP, vai "Uchi" / Uchiyama Haruhiko (NTV, 2003)
- Okaasan to Issho (Fuji TV, 2003)
- Tengoku no Daisuke e vai Sato Daisuke (NTV, 2003)
- Gokusen, vai "Uchi" / Uchiyama Haruhiko (NTV, 2002)
- Ao to Shiro de Mizuiro vai Kishida Takumi (NTV, 2001)
- Heart (NHK, 2001)
- Cherry (チェリー), vai Yamazaki Hiroshi (NTV, 2001)
- Pure Soul, vai Takahara Manabu (YTV, 2001)
- X Sensei (X先生), vai Hamazaki Teruki (TBS, 2001)
- Hensyuo (Fuji TV, 2000)
- Ashita wo Dakishimete (NTV, 2000)
- Summer Snow, vai Shinoda Jun (TBS, 2000)
- Ikebukuro West Gate Park vai Yoshikazu (TBS, 2000, ep2)
- Aoi Tokugawa Sandai (NHK, 2000)
- Great Teacher Onizuka SP, vai Yoshikawa Noboru (Fuji TV, 1999)
- Great Teacher Onizuka, vai Yoshikawa Noboru (Fuji TV, 1998)
- Sore Ga Kotae Da! (Fuji TV, 1997)
- Shouri no Megami (Fuji TV, 1996)
- Hideyoshi (NHK, 1996)
- Kaiki Club (Fuji TV, 1995)
- Hachidai Shogun Yoshimune (NHK, 1995)

### Phim điện ảnh
- Gintama Live Action, vai Sakata Gintoki (2016)
- Lupin III, vai Lupin The Third (2014)
- Space Pirate Captain Harlock, vai Harlock
- Arakawa Under the Bridge: The Movie, vai Trưởng làng Kappa (2012)
- Uchuu Kyodai (Space Brothers), vai Nanba Mutta (2012)
- Kitsutsuki to Ame, vai Koiichi (2012)
- Gaku: Minna no Yama, vai Shimazaki Sanpo (2011)
- Bayside Shakedown 3: Set the Guys Loose, vai Torikai Seiichi (2010)
- Kikoku SP, vai Thiếu úy Kitani (TBS, 2010)
- Surely Someday, vai Cảnh sát B (Đạo diễn - 2010)
- Tajomaru, vai Naomitsu Hatakeyama/Tajomaru (2009)
- Gokusen: The Movie, vai Uchiyama Haruhiko (Uchi) (2009)
- Crows ZERO II, vai Takiya Genji (2009)
- Hebi ni Piasu / Snakes and Earrings (Khách mời - 2008)
- Hana Yori Dango - Final - vai Hanazawa Rui (2008)
- Surf's Up, vai Cody Maverick (Lồng tiếng) (2007)
- Crows ZERO, vai Takiya Genji (2007)
- Sukiyaki Western Django, vai Akira (2007)
- Kisaragi, vai Iemoto (2007)
- Sakuran, vai người bán hoa (Khách mời - 2007)
- Otoshimono / Ghost Train, vai Shunichi (2006)
- Waters (Gigolo Wannabe), vai Ryohei (2006)
- Rinne / Reincarnation, vai Onishi Kazuya (2006)
- Life on the Long Board, vai Kenta (2005)
- Azumi 2, vai Ginkaku (Toho, 2005)
- The Neighbor No. Thirteen, vai Juzo Murasaki (2005)
- Is. A, vai Kaitsu Yuya (2004)
- Haken Kuroitsu no Tsubasa, vai Rikuo (2004)
- Spring Story, vai Kei (2003)
- Robot Contest, vai Aida Koichi (Toho, 2003)
- Azumi, vai Nachi (Toho, 2003)
- Hitsuji no Uta, vai Takashiro (2002)
- Shiawase Kazoku Keiga vai Hirose (1999)
- Godzilla vs Kong (2021) vai Ren Serizawa

### Anime
- Gusuko Budori no Denki (vai Gusuko)
- Layton Kyouju to Akuma no Jikan Ryokou
- Highlander (vai Colin MacLeod)
- Surf’s up (vai Cody)
- Wangan Midnight (vai Akio Asakura)
- Gekijyoban Doubutsu no Mori (vai Totakeke)
- The World of Golden Eggs (vai Emilio)
- Jyu Oh Sei (vai Saado)
- Fullmetal Alchemist the Movie (vai Alfons Heiderich)
- Baby Love (vai Wataru Nikaido)

### Kịch
- Dokurojo no Shinichijin (Seven Souls in the Skull Castle) vai Sutenosuke (2011)
- A Clockwork Orange, vai Alex DeLarge (2011)
- Musashi, vai Kojirō Sasaki (2009)
- Caligula, vai Caligula (2007)
- As You Like It, vai Orlando (2007)
- Titus Andronicus, vai Aaron (2006)
- Comedy of Errors (2006)
- Guuzen no Ongaku, vai Jack Pozzi (2005)
- Joker, vai Mitsuhashi (2004)
- As you like it, vai Orlando (2004)
- Hamlet, vai Fortinbras (2003)
- Uchu de Ichiban Hayai Tokei, vai Fox-Trot (2003)
- Jinsei wa Gatagoto Ressha ni Notte (2000)
- Color, vai Yamazaki Jū (1998)

### Giải thưởng
- 2012

Giải thưởng Nikkan Sports Drama Grand Prix lần thứ 16 thường niên (Nam diễn viên chính xuất sắc nhất trong Rich Man Poor Woman)
- 2008

MTV Student Voice Awards
21st DVD Data Awards (Tài năng xuất sắc nhất)
Nickelodeon Kids Choice Awards 2008 (Nam diễn viên xuất sắc nhất)
16th Hashida Rookie of the Year Award (Diễn viên mới xuất sắc nhất)
Gekkan TVnavi Magazine 2007 Drama Awards (Diễn viên phụ xuất sắc nhất trong Hanazakari no Kimitachi e)
TV LIFE 17th Drama Awards 2007 (Diễn viên phụ xuất sắc nhất)
Giải thưởng phê bình phim Nhật Bản lần thứ 17 (diễn viên xuất sắc nhất, vai Takiya Genji (Crows ZERO))
Giải Mũi tên vàng lần 45 (giải thưởng truyền hình)
Élan d'or Awards (Diễn viên triển vọng)
- 2007

MTV STUDENT VOICE AWARDS 2007 (Nam diễn viên xuất sắc nhất)